# 妙円寺詣り
妙円寺詣り（みょうえんじまいり）は、鹿児島県日置市で行われる行事である。鹿児島三大行事の一つ。毎年10月における第四週の土・日曜日に行事が行われる。
かつての鹿児島城の城下町である鹿児島市から武将・島津義弘が祀られている徳重神社を詣でる行事であり、江戸時代から続いている。

## 歴史

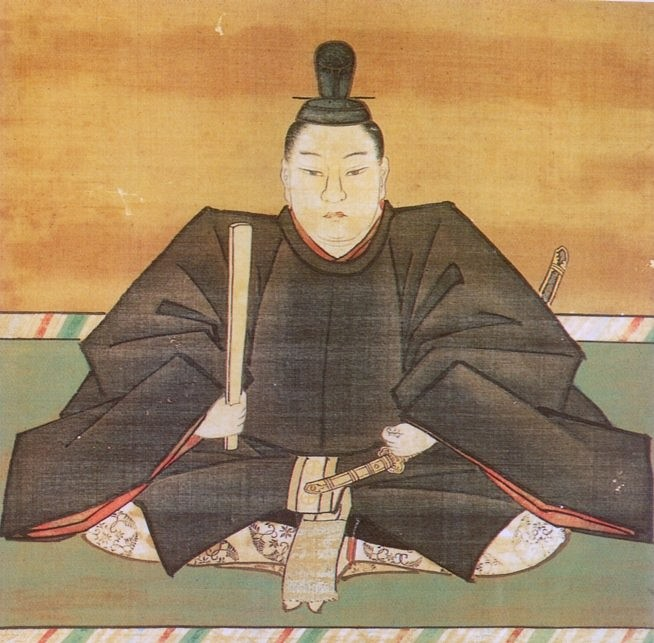
妙円寺を菩提寺とした武将・島津義弘。義弘は徳重神社の祭神となっている。

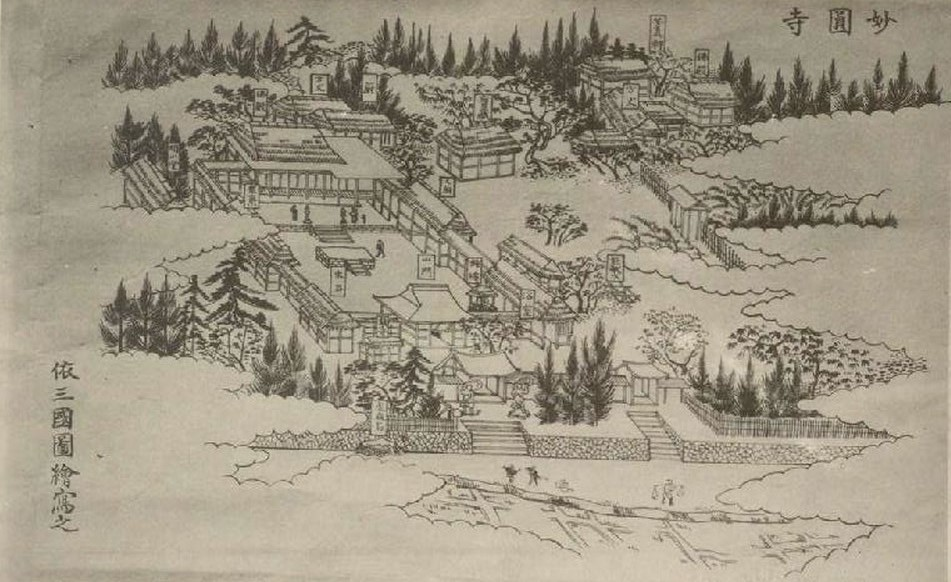
妙円寺（三国名勝図会）

### 妙円寺詣りの興り
自分の菩提寺に妙円寺を指定した武将・島津義弘は、生前に京都より仏師・康厳を招き、自らの姿を彫刻させ、その木像を生きている義弘と思い弔うよう指示。敵の反対側ではなく敵中突破して撤退したとして知られる「島津の退き口」により、島津義弘が奇跡的な生還を遂げた関ヶ原の戦いが旧暦9月15日にあったことを記念して、その前夜にあたる旧暦9月14日、平和な時にも関ヶ原における先人の体験を見習って心身を鍛えようと、福昌寺の墓地にある義弘の墓ではなく、生きている義弘として取り扱われている木像を参拝すべく、甲冑に身を固めた鹿児島城下の武士たちが、鹿児島城下から伊集院郷徳重村の妙円寺までの往復40kmを夜を徹して歩き参拝したことに端を発する。
鹿児島で受け継がれてきた郷中教育には、「山坂の達者は心懸くべきこと」という教えがあり、寺もしくは神社が建設されている地域の郷中にいる二才（）衆と親睦を深めるという背景もあり、かつて薩摩藩ではそれぞれの命日に参る習慣として妙円寺詣りと共に、島津忠良の菩提寺である日新寺の加世田詣りと、島津歳久の菩提寺である心岳寺の心岳寺詣りが、武士層の間で受け継がれてきた。

### 郷中の行事としての妙円寺詣り
新納久仰による文政11年（1828年）の記録には、この頃には既に大勢の甲冑を纏った武士が参拝する中、寺内でアワの粥が売られるほどの行事になっていたことが記されている。大正10年（1921年）に大久保利武が先祖の墓参りへ赴いた際、いちき串木野市川上にある大久保家の分家で発見した大久保利通の日記には、大久保利通が嘉永元年（1848年）、妙円寺詣りに参加して鎧を着て歩き、同じく妙円寺詣りに参加していた西郷隆盛らと偶然出会い、共に参拝したことが記されており、当時は鹿児島城下の千石馬場に男女や身分を問わず多くの見物客が詰めかけるほど、大きな催しだったことも記されている。また大久保は、着用した鎧が痛く繕ってもらったことも記しており、「薩人の幸せ安泰、天下よく治まっている訳は、義弘公の有り余る徳があるからこそで、有志の士がこの日に安閑徒然と耽って歓談していることは、すなわち罪人である」とも記している。
ちなみに、NHK大河ドラマの『西郷どん』の第1話では、それぞれの郷中における稚児である小稚児や長稚児で構成した各メンバーが、一番乗りの褒美をかけて競う藩の催しとして妙円寺詣りが描かれ、主人公の西郷小吉たちが一番乗りで寺に到着し、褒美の餅を勝ち取るが、その道中で揉めた他の郷中の一員、尾田栄作から後日、腹いせに襲われ、鞘ごと振り下ろした刀の鞘が割れたことで、西郷が右腕の付け根を切られてしまうという内容が放送された。

### 廃仏毀釈と徳重神社
廃仏毀釈により妙円寺が廃寺となった後は、その跡地に建てられ神体である義弘の木像を所持する徳重神社へ参拝するようになった。元々は妙円寺に安置されていたこの木像は、徳重神社の奥に神体として安置されている。まだ茂久と名乗っていた頃の島津忠義も妙円寺詣りに参加したことがあり、明治以後は一般庶民も参加するようになり、小・中学生の集団鍛錬行事としても行われたが、後に市民的行事となっている。
まだ夜に催される行事だった頃の大正2年（1913年）には、午前2時50分に伊集院駅を発車して午前4時に鹿児島市へ到着する汽車が見物客用に運行されていた。戦時中においては、郷中教育を行っていた学舎にとっても特に重要な行事となっており、学舎に入っている子供は他の学舎には負けまいと募集を行って、学舎の舎生ではない友人も連れて行き、人を多く集め参加して、黒山の人だかりができる行事だったと、当時の参加者は証言している。また当時の参加者は、昭和19年（1944年）まで妙円寺詣りは行われ、戦争で焼け野原になった昭和20年（1945年）には中止になったが、ルース台風が来た昭和26年（1951年）10月には妙円寺詣りへ行ったことや、GHQは制度改革の後、神道指令を行うなど日本の精神を根絶やしにするため、日本の精神的な活動について軍国主義に関連すると見なした行事は全て停止させたが、鹿児島におけるローカルな文化の郷中教育や妙円寺詣りなどは引っかからなかったと証言している。なお、少年期の稲盛和夫も参加したことがある。
日新寺と心岳寺の方の習慣は廃れてしまったが、妙円寺詣りは盛んに行われている。「曽我どんの傘焼き」「赤穂義臣伝輪読会」と並び鹿児島三大行事と称されており、曽我どんの傘焼きは燃やす和傘の数が不足し開催不能な年もあったが、岐阜市和傘振興会から毎回贈られる数百本の和傘などのおかげもあり、その後も実施されている。

## 市民的行事の妙円寺詣り

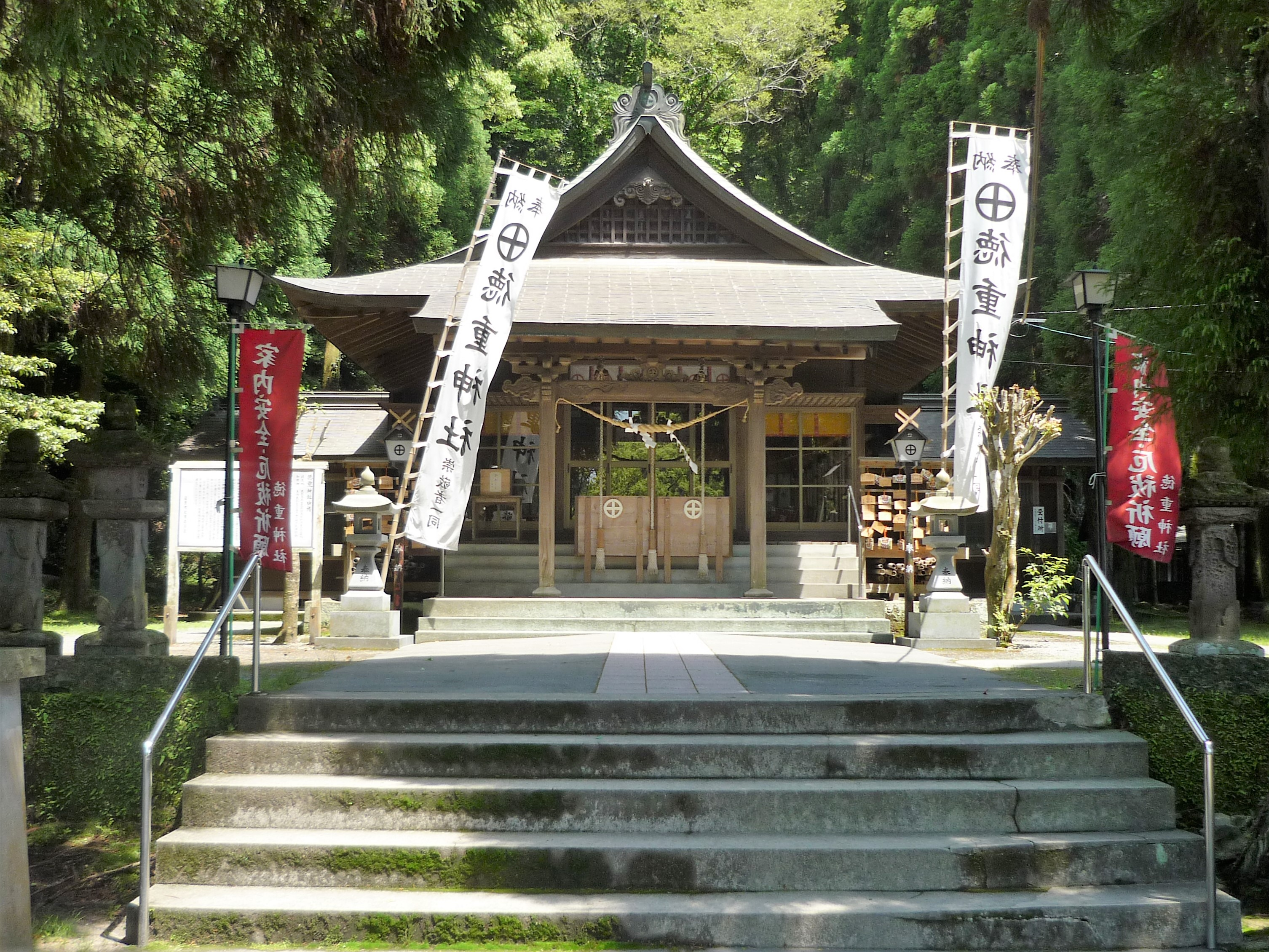
妙円寺詣りの主会場となる徳重神社

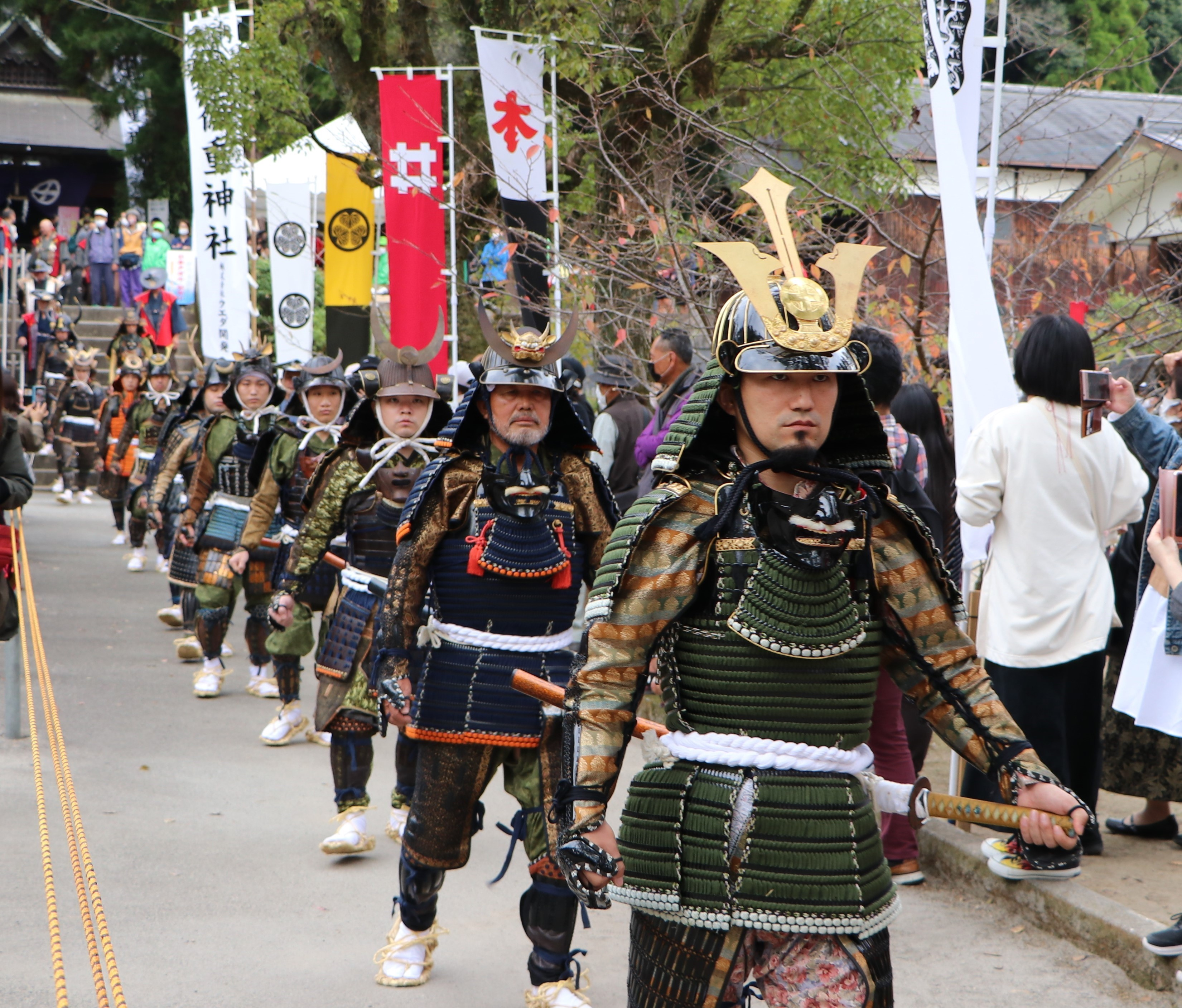
武者行列保存会による武者行列

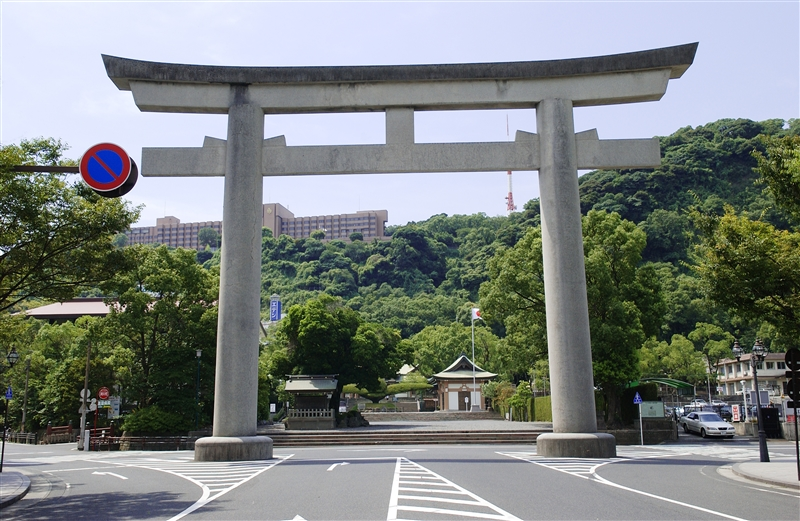
代表的な出発地の照国神社

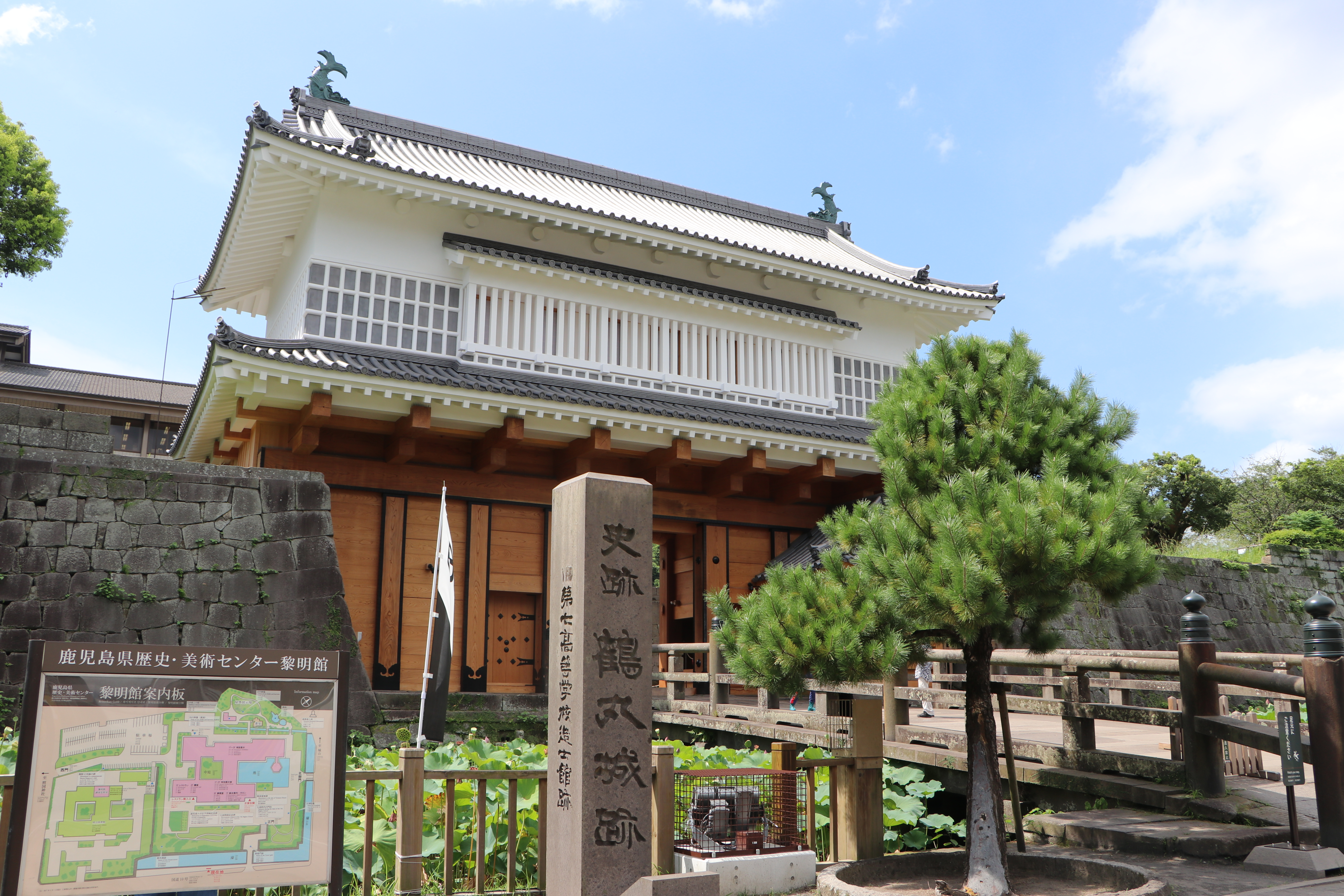
出発地として選ぶ参加者もいる鶴丸城の御楼門

平成5年（1993年）からは、多くの人が参加できるよう毎年10月における第4週の土曜日と日曜日に開催しており、2014年時点では約8万人が妙円寺詣りのため伊集院町の地に足を運んでいる。新型コロナウイルス感染症の影響により、令和2年（2020年）からはステージイベントなどのイベント、出店業者による物産展などは開催されず、武者行列、郷土芸能の奉納、武道等の行事大会など、妙円寺詣り自体は行われている。
妙円寺が、妙円寺詣りの際には妙円寺にも参拝するよう希望する案内掲示も行っていることに加え、徳重神社と妙円寺それぞれの方向を指す矢印が書かれたうえ、日置市のご当地キャラクター「ひお吉」の顔と腕が描かれた看板が、日置市により各所に年中設置されていること等もあり、当日は寺社双方へ参拝する者も少なくない。
鎧武者姿で歩く参拝者のほか、軽装の一般的な服で歩く参拝者も多く、鹿児島市内をはじめ、近郊からの数々の幼稚園、保育園、学校も、隊を組み参加して参拝しており、陣羽織姿や武道用の袴姿で歩く学生、ダンボールでつくられた紙鎧を着て歩く小学生の参拝者もいる。過去には全員参加の学校もあった。
鹿児島市の照国神社から歩く片道約20kmを行う者が多いため、その途中には日中に休憩所のテントが張られ、お茶、甘酒、漬物、梅干し、飴玉、黒砂糖などが参拝者に振る舞われる。時間に関係なくおのおの自由に歩く参拝者も多い。申し込みをして決まった時間に出発するウォークラリーが行われていた年もあり、日置市のチェスト館から歩く10kmコースも行われていた。
妙円寺詣りが行われる期間の数週間前からは、チェスト館からの鹿児島県道206号徳重横井鹿児島線の途中に、全国の有名武将の家紋が個別に印刷されたのぼり旗や、徳重神社や妙円禅寺の奉納のぼり旗が立てられている。県道206号線から途中あえて脇道にそれ、昔のおもむきが感じられる薩摩街道 出水筋跡を歩く参加者も多い。一時期は、南九州西回り自動車道の伊集院インターチェンジと猪鹿倉南交差点との中間に、大小さまざまな妙円寺詣り関連の解説パネルも、壁面に複数設置されていた。
他にも当日は、徳重神社付近や鹿児島県道206号徳重横井鹿児島線における中央通りや向江町本通りにおいて歩行者天国となる交通規制が行われ、鎧冑に身を固めた武者行列、火縄銃の一斉射撃、薬丸自顕流の演武、太田太鼓踊、徳重大バラ太鼓踊りなど郷土伝統芸能や民俗芸能の奉納、琉球國祭り太鼓、音楽隊のパレードなど、ステージイベントも含め夜遅くまで次々と行われ、境内で行われる弓道競技をはじめ相撲、剣道、柔道、銃剣道、空手道など武道を中心とした体育行事大会の競技や、生花、茶道等も行われる。また、堺鉄砲研究会を主宰する澤田平からの提案により、鹿児島県では種子島にある3つの鉄砲隊に続く設立で、鹿児島県本土としては初となる鉄砲隊の薩摩日置鉄炮隊が平成27年（2015年）8月27日に結成され、同年の妙円寺詣りで初めて実演を行っており、馬上筒、抱え大筒、釣り野伏せ、捨て奸を含めた火縄銃の砲術が、毎年実演されている。
島津氏の初代当主である島津忠久が誕生したとき雨だったことから、鹿児島県民の間では昔から雨天は「島津雨」と呼ばれ、縁起が良い気象だと好意的に捉える風習があるため、雨が降ることを喜ぶ参加者も多い。
平成27年（2015年）には、国民文化祭の一環として、島津の退き口で主人公の島津豊久が、叔父の島津義弘と会話し義弘を逃がすため戦う描写が第1話の冒頭で描かれている漫画『ドリフターズ』とコラボレーションして、ポスター、パンフレット、徳重神社の飾り付けなどにドリフターズの絵やロゴが使用され、ドリフターズの原画展も開催された。

## 妙円寺詣りの歌
南日本新聞社の前身『鹿児島新聞社』が懸賞付きで募集して、1等になった池上真澄の22番まである作詞に、佐藤茂助が作曲して大正4年（1915年）3月に発表された「妙円寺詣りの歌」を歌いながら歩く者も多く、境内のステージイベントでもこの歌が披露される。境内には歌詞を刻した高さ1.4m、幅10.5mある石碑の歌碑が建てられており、昭和57年（1982年）10月30日に除幕式が行われた。

## 関連する製品

### 伊集院まんじゅう
大正2年（1913年）に鹿児島駅から東市来駅までの間の鉄道が開通し伊集院には伊集院駅が設置された。これに伴い、地元ならではの名物を生み出そうと妙円寺詣りのため訪れる人への土産品として、地元で旅館を営む永浜登記と菓子店の橋口勇七郎が考案し、餅米とうるち米で作った米の粉に砂糖と熱湯を合わせたシロップを混ぜて作った餅生地の皮で白餡を包み、島津家の家紋である丸に十の字型に成形した直径3cmほどの柔らかい饅頭に粉がまぶしてある伊集院まんじゅうの販売が開始される。当初は徳重饅頭の名で売られており、戦時中に途絶えたが妙円寺詣りの復活と共に、日置市伊集院町の菓子店・すずき菓子舗2代目の鈴木静夫が「どこの名物か県外の者にもわかるように」と提唱し周りの店も同じ名に揃え、昭和27年（1952年）に伊集院まんじゅうと名を変え再開。
店舗により定番の白以外にも、よもぎ、抹茶、梅、紫芋、きな粉、チョコ餡、苺なども販売され、日置市伊集院町の名物菓子となっている。また、数年に一度行われ「和菓子のオリンピック」と呼ばれる全国菓子大博覧会では、平成25年（2013年）4月19日から5月12日の24日間、広島市中央公園で開催された第26回大会において、すずき菓子舗がつくる伊集院まんじゅうが、一般菓子部門の食料産業局長賞を受賞している。